# Merkenrace
Een merkenrace is een raceklasse waarin slechts auto's en motorfietsen van één bepaald merk en type mogen deelnemen.
Mede dankzij de steun van de importeur worden zo betaalbare en spannende races gegarandeerd. Voorbeelden: Yamaha RD 350 LC Cup, MuZ Skorpion Cup. Merkenraces zijn in het algemeen ook standaardraces.
Standaardraces zijn zijn races met motorfietsen waaraan slechts zeer beperkt wijzigingen mogen worden aangebracht.